# 酸模芒
酸模芒（学名：Centotheca lappacea）为禾本科酸模芒属下的一个种。